# Jolanta Polská
Blahoslavená Jolanta Polská (Jolanta Uherská, také známá jako Helena; 1235 – 11. června 1298) byla dcerou uherského krále Bély IV. a Marie Laskariny a sestrou svaté Markéty Uherské a svaté Kingy. Jednou z jejích tet byla svatá Alžběta Uherská.

## Život
Jako mladá dívka byla Jolanta poslána do Polska na vychování ke své sestře Kinze, která se provdala za polského knížete. Tam byla podporována ke sňatku s Boleslavem Pobožným, za něhož se v roce 1257 provdala. Měli spolu tři dcery:
- Alžběta Kališská (1263 – 28. září 1304); manželka Jindřicha V. Lehnického.
- Hedvika Kališská (1266 – 10. prosince 1339); manželka Vladislava I. Polského.
- Anna Kališská (1278 – ?); jeptiška v Hnězdnu.

Během manželství byla známá jako pomocnice chudých, patronka klášterů a nemocnic. Její manžel ji v tom velmi podporoval a vysloužil si tak přezdívku "Pobožný". Jolanta ovdověla v roce 1279.

## Církevní činnost
Po Boleslavově smrti odešla Jolanta spolu se sestrou Kingou a dcerou Annou do kláštera klarisek, který Kinga v Nowy Sącz založila. Nucena odstěhovat se z důvodu ozbrojeného konfliktu v tomto regionu, založila Jolanta nový klášter v Hnězdně. Krátce před svou smrtí byla přesvědčena, aby se stala abatyší této komunity.

## Uctění
Byla prohlášena za kandidáta na svatořečení. Její sestry Kinga a Markéta již byly svatořečeny.